# Bằng Luân
Bằng Luân là một xã thuộc huyện Đoan Hùng, tỉnh Phú Thọ, Việt Nam.
Xã Bằng Luân có diện tích 17,69 km², dân số năm 1999 là 4668 người, mật độ dân số đạt 264 người/km².